# Сензерг
Сензе́рг (фр. и окс. Sénezergues) — коммуна во Франции, находится в регионе Овернь. Департамент — Канталь. Входит в состав кантона Монсальви. Округ коммуны — Орийак.
Код INSEE коммуны — 15226.
Коммуна расположена приблизительно в 470 км к югу от Парижа, в 135 км юго-западнее Клермон-Феррана, в 25 км к югу от Орийака.

## Население
Население коммуны на 2008 год составляло 193 человека.
| 1962 | 1968 | 1975 | 1982 | 1990 | 1999 | 2008 |
| ---- | ---- | ---- | ---- | ---- | ---- | ---- |
| 248  | 310  | 305  | 278  | 270  | 230  | 193  |

## Администрация
| Период | Период | Фамилия          | Партия | Примечания |
| ------ | ------ | ---------------- | ------ | ---------- |
| 2001   | 2008   | Леон Перье       |        |            |
| 2008   |        | Шанталь Делуврье |        |            |

## Экономика
В 2007 году среди 113 человек в трудоспособном возрасте (15—64 лет) 86 были экономически активными, 27 — неактивными (показатель активности — 76,1 %, в 1999 году было 72,5 %). Из 86 активных работали 84 человека (51 мужчина и 33 женщины), безработных было 2 (1 мужчина и 1 женщина). Среди 27 неактивных 5 человек были учениками или студентами, 16 — пенсионерами, 6 были неактивными по другим причинам.

## Достопримечательности
- Замок Сензерг (XIII век). Памятник истории с 1931 года[3]

## Фотогалерея

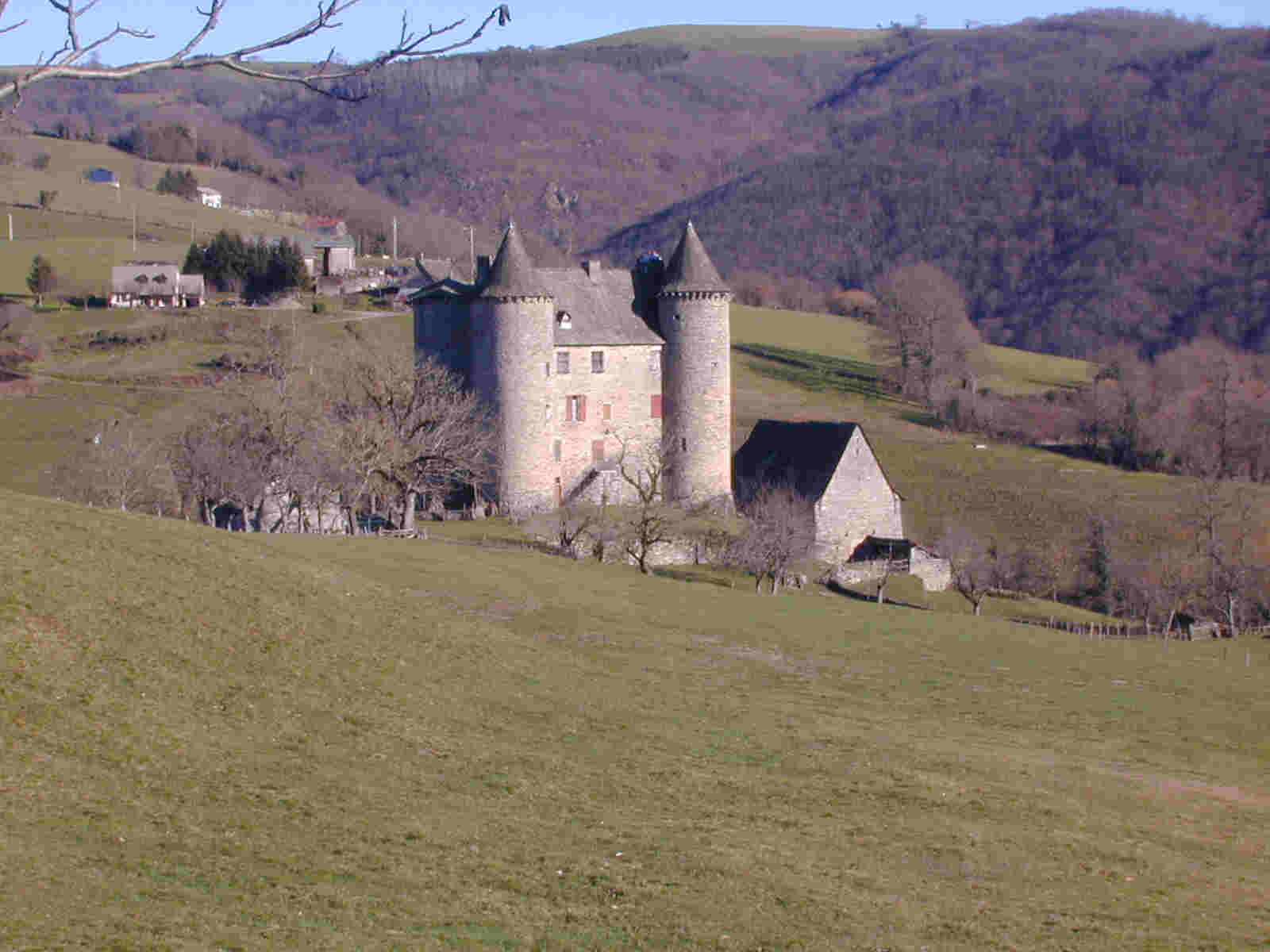
Замок Сензерг
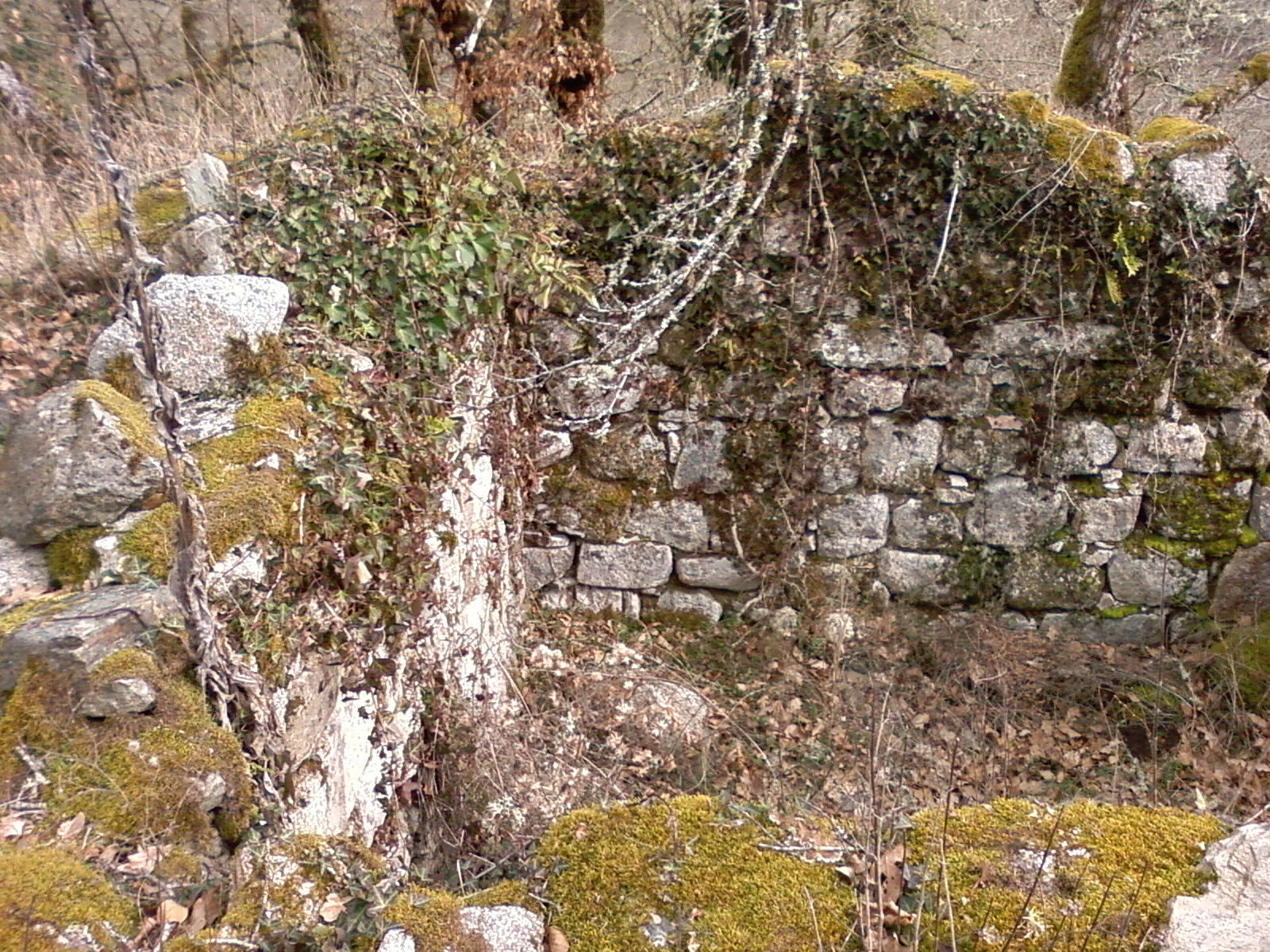
Руины замка Оз
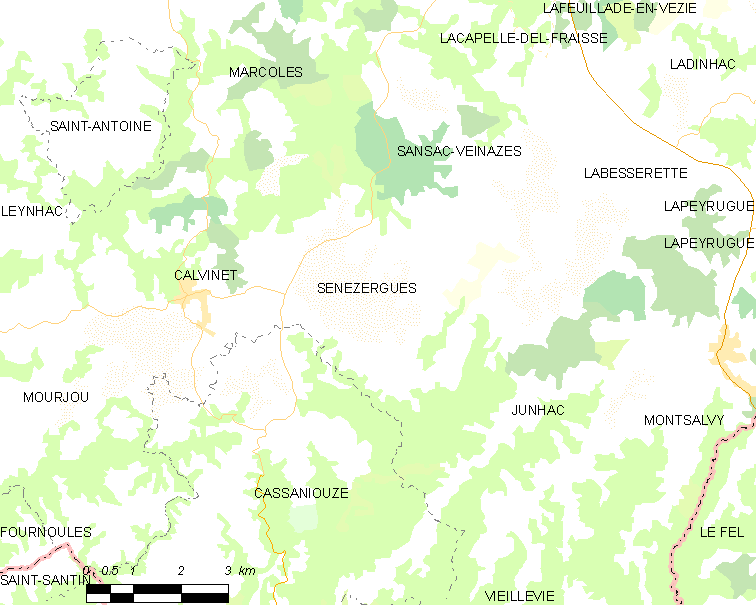
Карта коммуны